# БПС-6
БПС-6 — серія шістнадцятиповерхових великопанельних житлових будинків у Києві (260 будинки разом із багатосекційними, усього 324 секції), Прип'яті (2) і Українці (1 будинок).

## Назва
Назва серії неофіційна і походить від назви вібропрокатного стану, на якому робилися панелі для цього типу будинків. Вібропрокатний стан БПС-6М призначений для виготовлення великорозмірних залізобетонних панелей способом безперервного вібропрокату. На стані можна також виготовляти панелі внутрішніх стін, керамзитобетонні панелі зовнішніх стін, панелі перекриттів. Часто будинки серії називають просто БПС.

## Історія
БПС розроблена наприкінці 60-х років, за основу було взято московську серію II-57 (розробник МНДІТЕП). Будівництво її почалося у Москві 1964-66 роках з 9-поверхових будинків. Потім були розроблені 12- та 16-поверхові модифікації (у яких вперше в серійних будинках був застосований вантажно-пасажирський ліфт). Шістнадцятиповерхову версію розробив «Моспроект 1». Її характерною особливістю була наявність «ніжок», на яких стояв будинок.
Будинки цієї серії були першими серійними 16-ти поверховими будинками масової житлової забудови міста Києва. У Києві було збудовано до десяти будинків серії II-57. У ній було багато недоліків навіть на той час. Найголовніший з яких — відсутність незадимлюваної сходової клітки (порушення протипожежних норм для шістнадцятиповерхових будинків). Самі ж сходові клітки були вузькими та незручними.
Серію БПС модернізували в «КиївЗНДІЕП» наприкінці 60-х років. Вищезгадані недоліки були усунені. Будинки серії БПС — із збірного залізобетону з технічним поверхом. Відмінна риса цієї серії — це залізобетонні панелі великої товщини, що з'єднуються внахлест. При цьому зовнішні стіни не несучі. Товщина стін на деяких ділянках сягає 60 сантиметрів — це було нечуваним марнотратством залізобетону для радянської доби. За твердженням фахівців, несучі стіни будинку серії БПС можуть без ускладнень витримати більше 25 поверхів.
У свою чергу заміною серії БПС-6 стала серія Т.

## Основні характеристики
- Крок в осях: 3,2 м, крайні — по 3 м.

- Товщина несучих стін: 0,38 м.

- Товщина зовнішніх стін: 0,3 — 0,5 м.

- Матеріал несучих стін: керамзитобетон.

- Перекриття: залізобетонні, плоскі.

- Висота поверху 2,7 м; стель 2,50-2,55 м.

- 8 квартир на поверсі (на першому поверсі може бути шість, якщо є другий вихід).

- 2 ліфти — пасажирський та вантажопасажирський.

Виняткова особливість — у всіх квартирах кухні 7-8 м² із косим балконом. Підлога вкрита щитовою паркетною дошкою. У перших будинках серії БПС встановлені газові плити, у пізніших будівлях (після 1975 року) — електричні плити. На поверсі вісім квартир: чотири однокімнатні, дві двокімнатні та дві трикімнатні. Будинки зустрічаються як на один під'їзд, так на два, три, чотири та шість. Будинки більш ранньої будівлі мають своєрідні «триноги» на торцях. Саме ці будинки зазвичай мають газові плити. У цих будинках квартири є великі вікна — від підлоги до стелі. Надалі при будівництві в середині 70-х від цих вікон (через великі тепловтрати та незручності) та газових плит (невідповідність новим правилам пожежної безпеки) відмовилися.
Основні недоліки: вузькі коридори у всіх плануваннях, невдала форма балконів

## Галерея

### ранні
з ніжками і великими вікнами

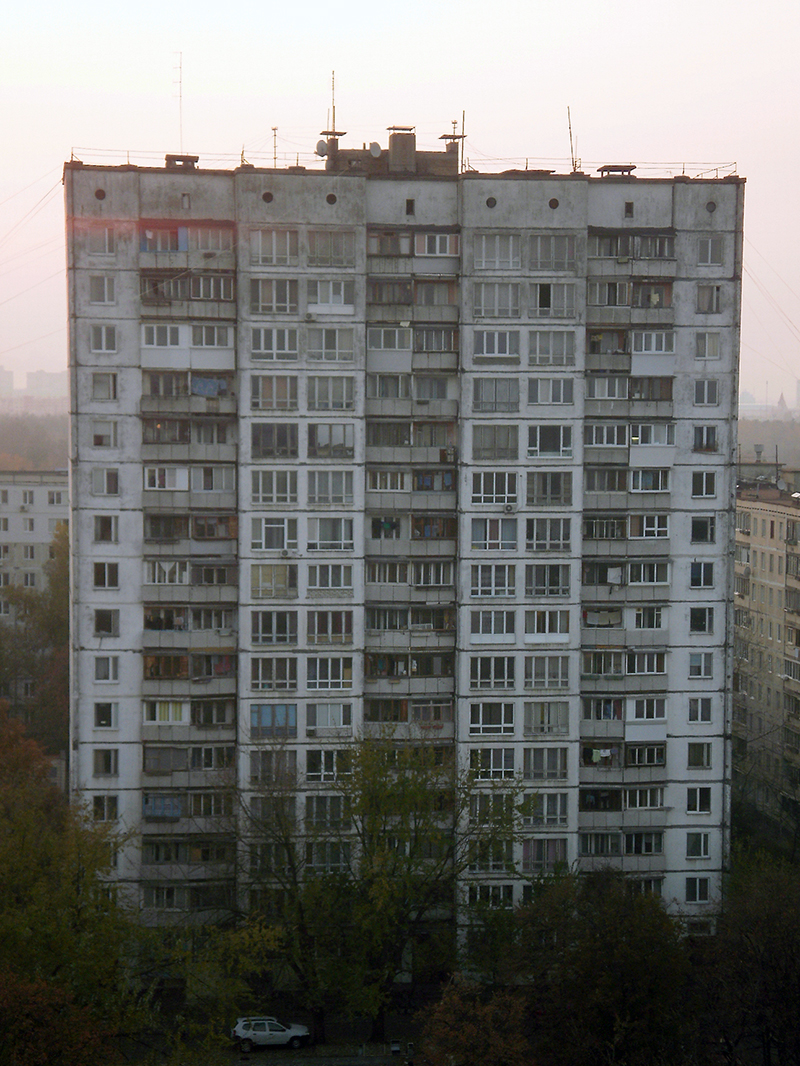
Лісовий, вул. Космонавта Поповича, 6/55 вул. Кубанської України, 1974 р.
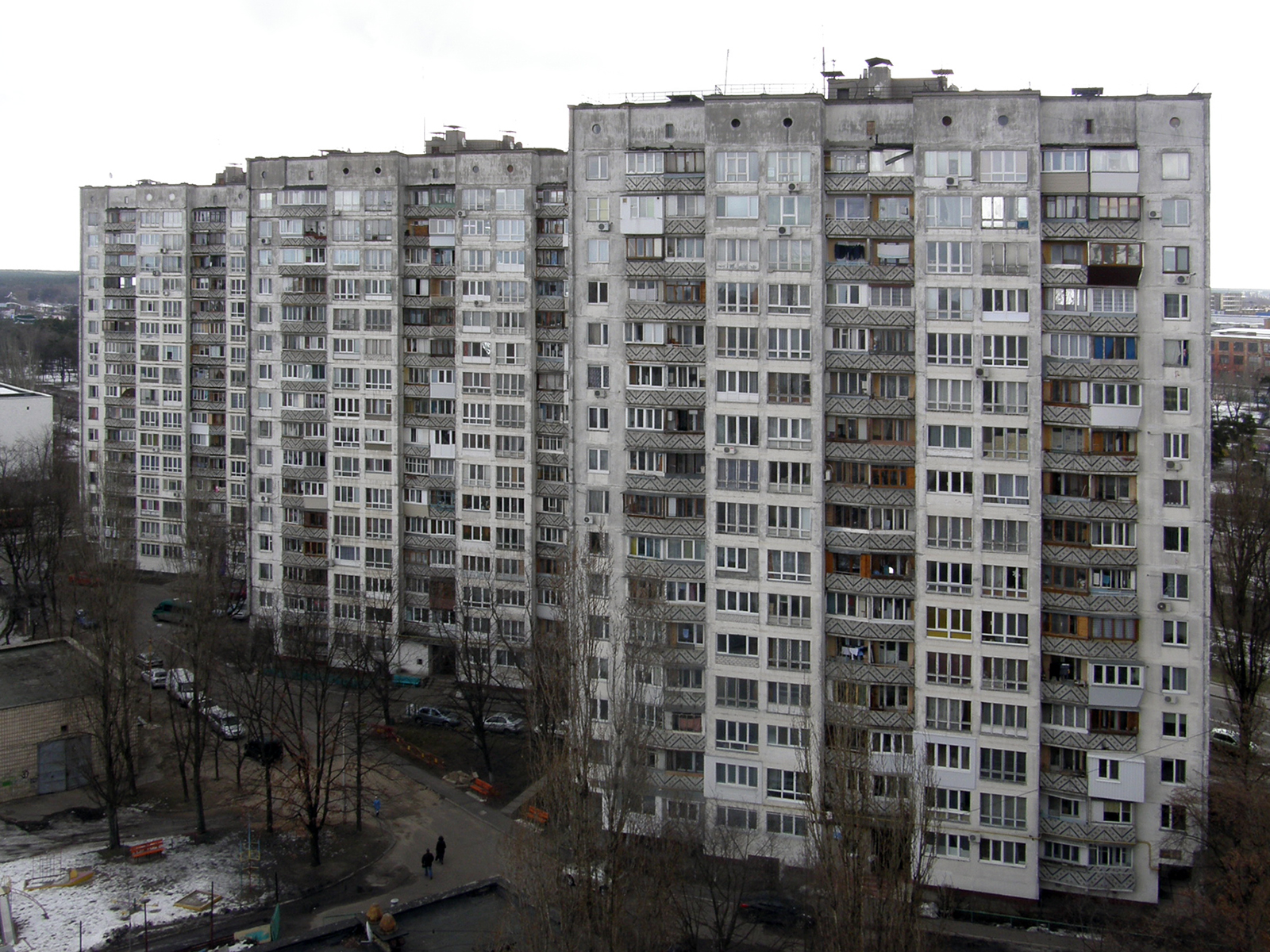
Лісовий, вул. Кіото, 11, за ним 13 і 15, 1976 р.
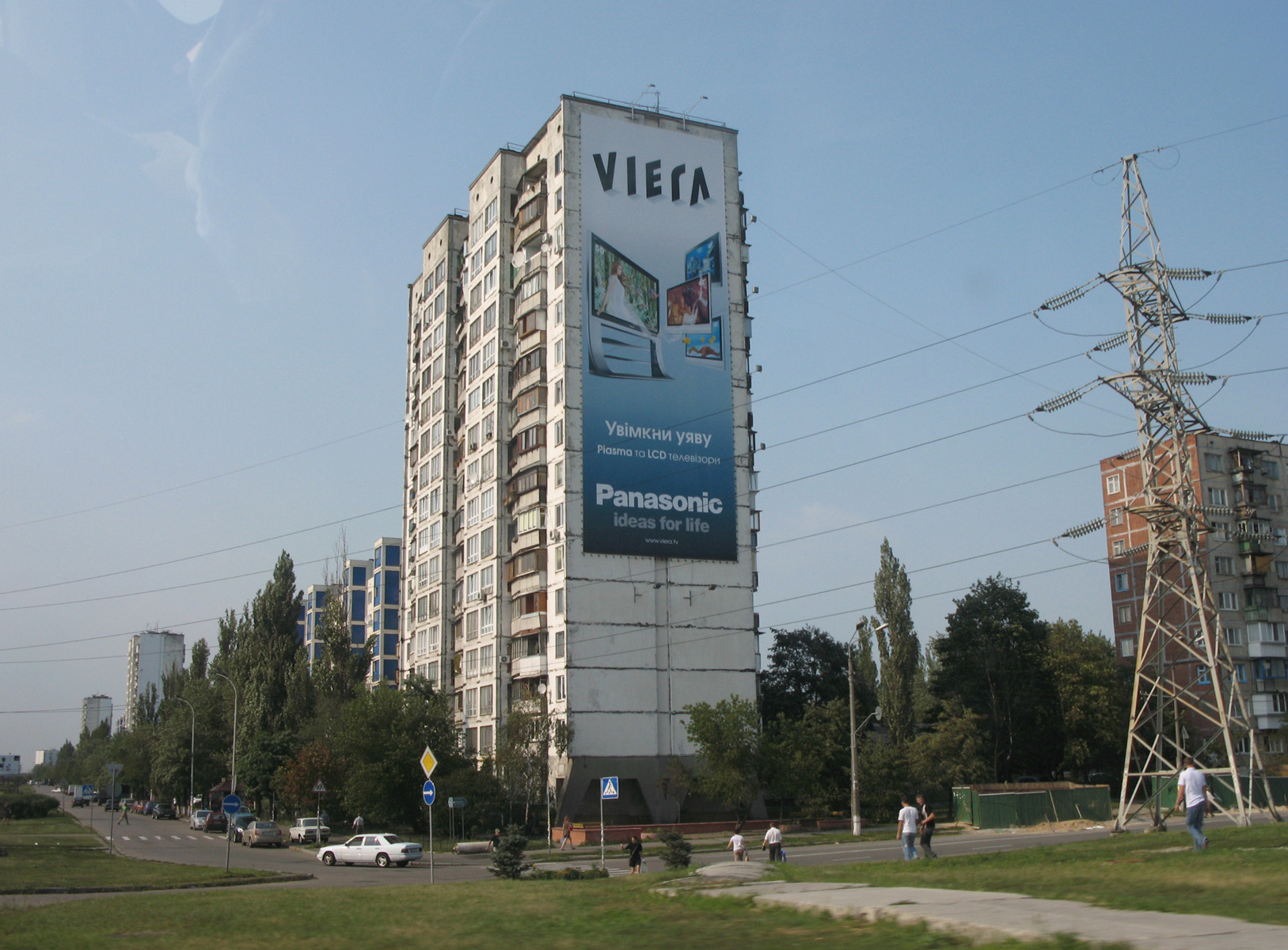
Лісовий, вул. Братиславська, 2, 1976 р.
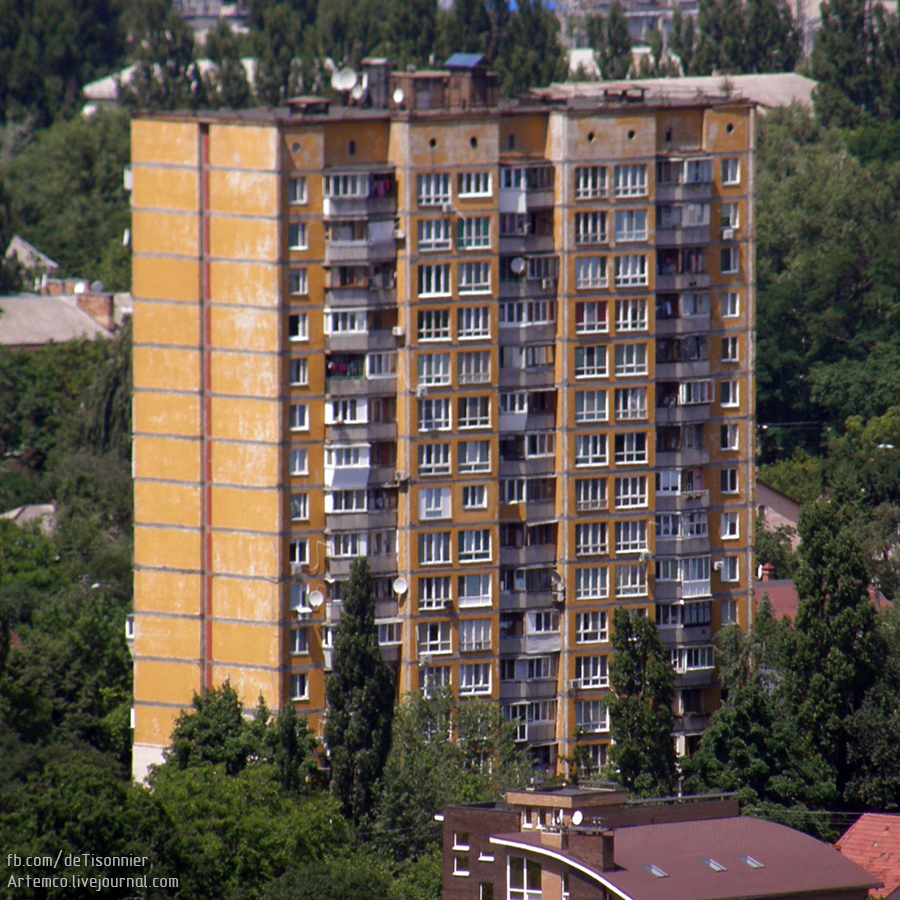
Нивки, вул. Ружинська, 31, 1976 р. – єдиний повністю кольоровий будинок
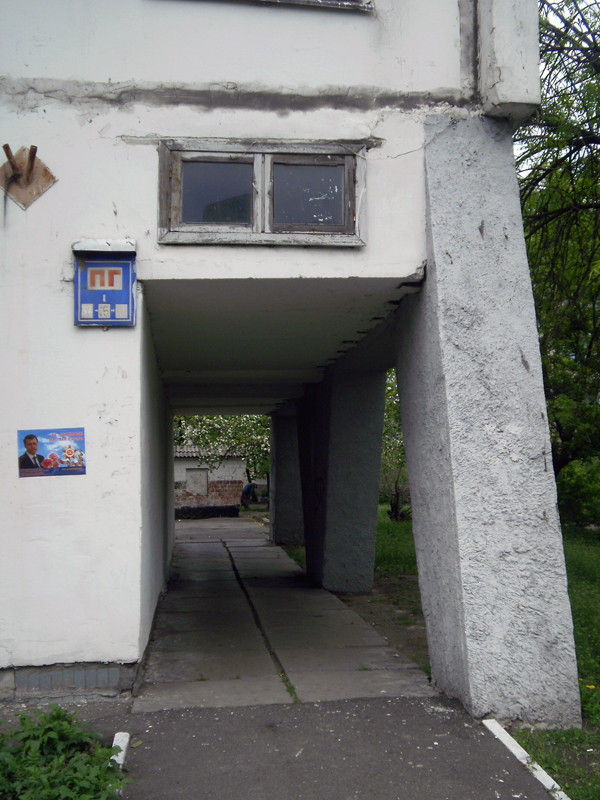
ніжки
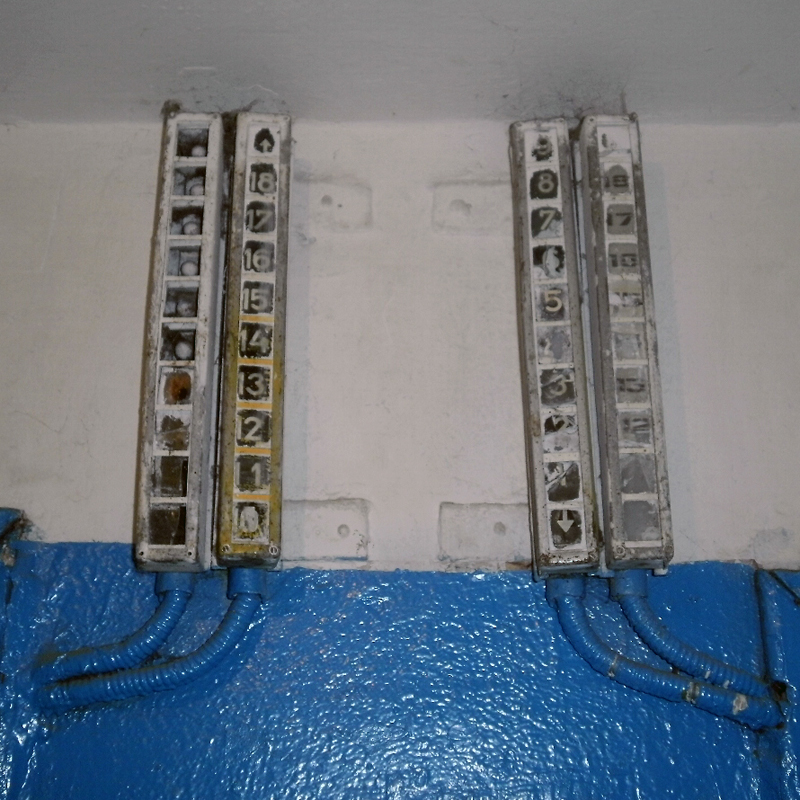
індикатори ліфтів

### пізні
без ніжок і з меншими вікнами

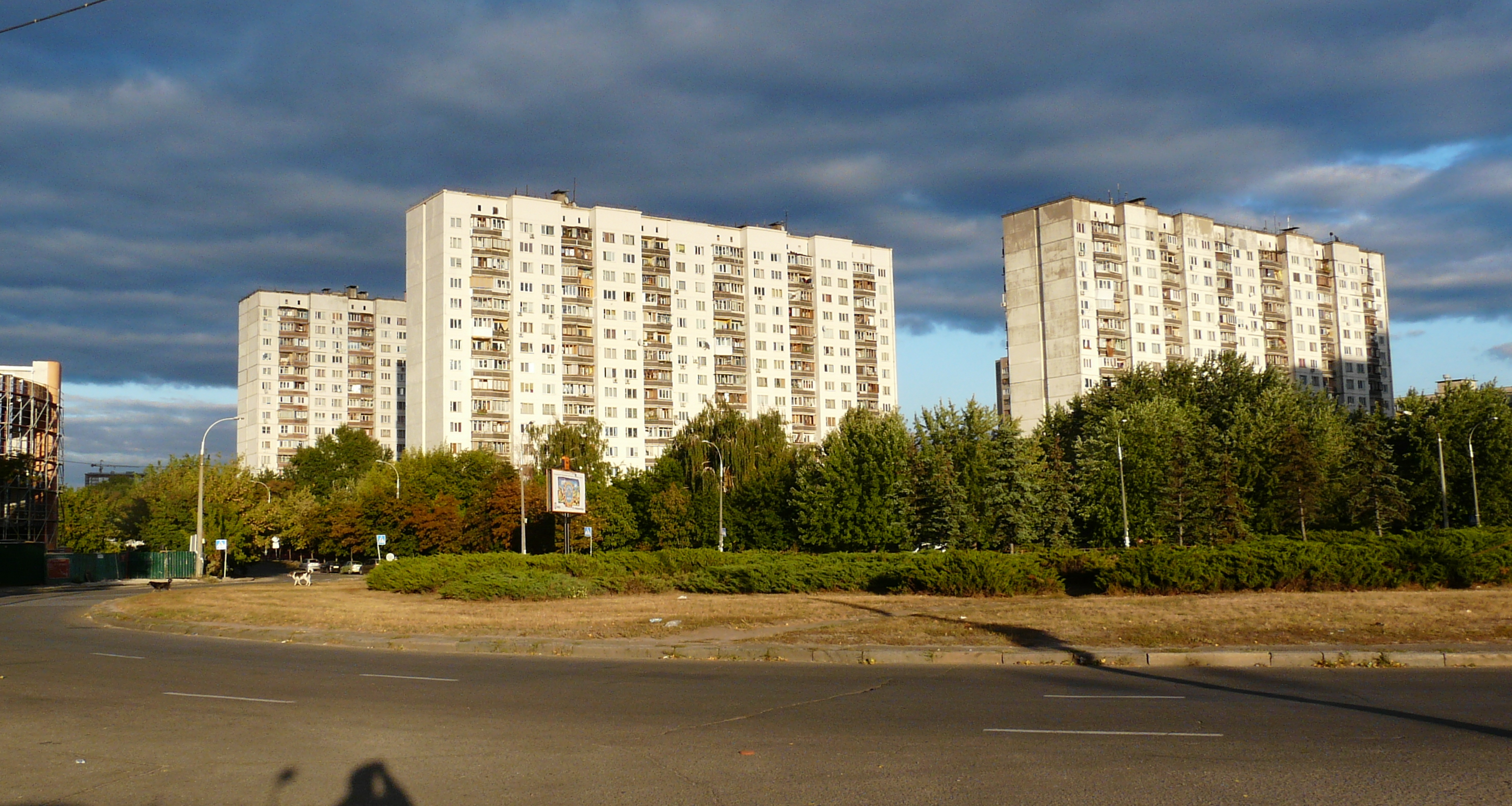
Лівобережний, вул. Пантелеймона Куліша, 19, 17 і 15,  1976 р.
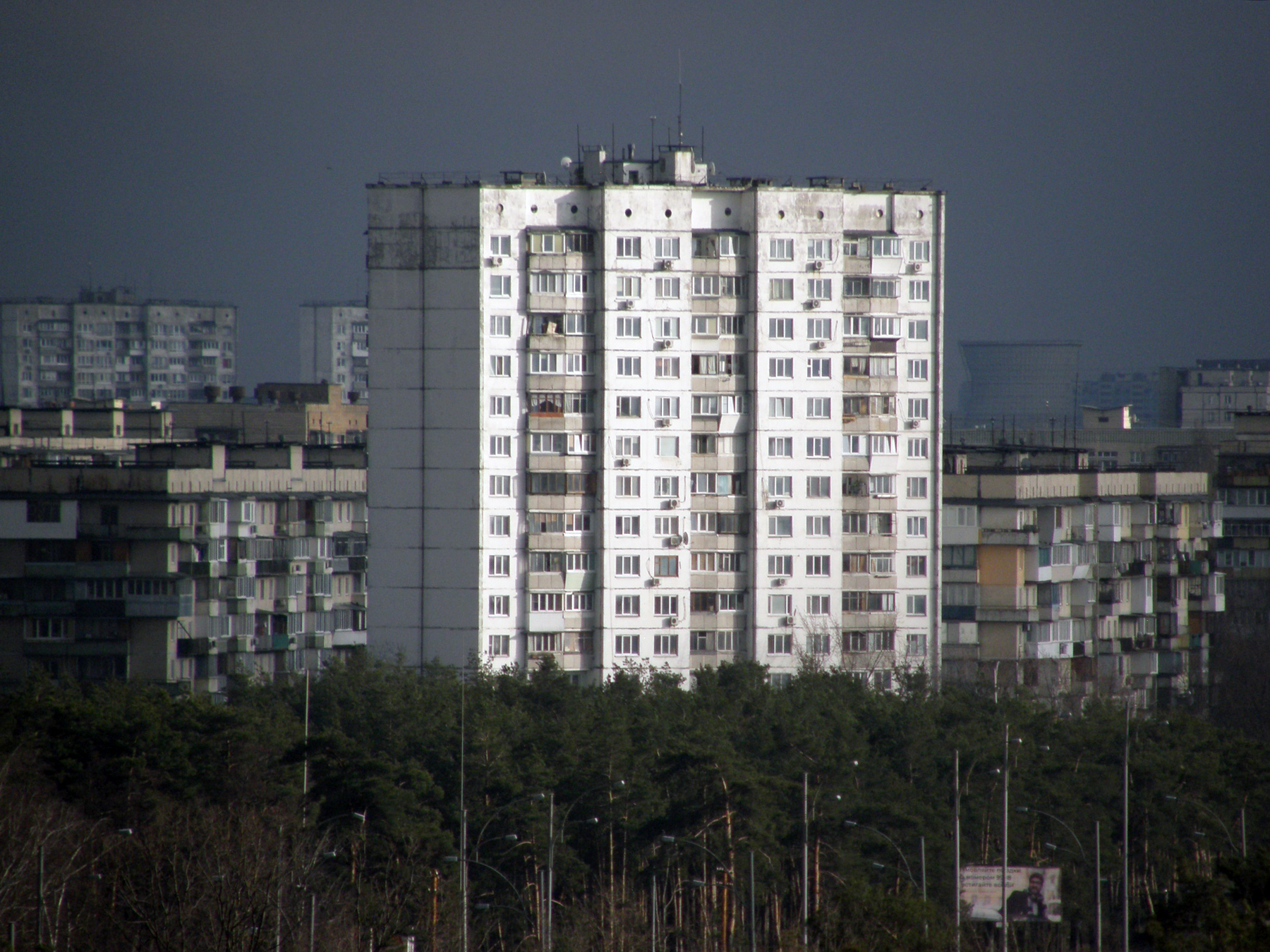
Лісовий, вул. Братиславська, 44/2 Лісовий просп., 1977
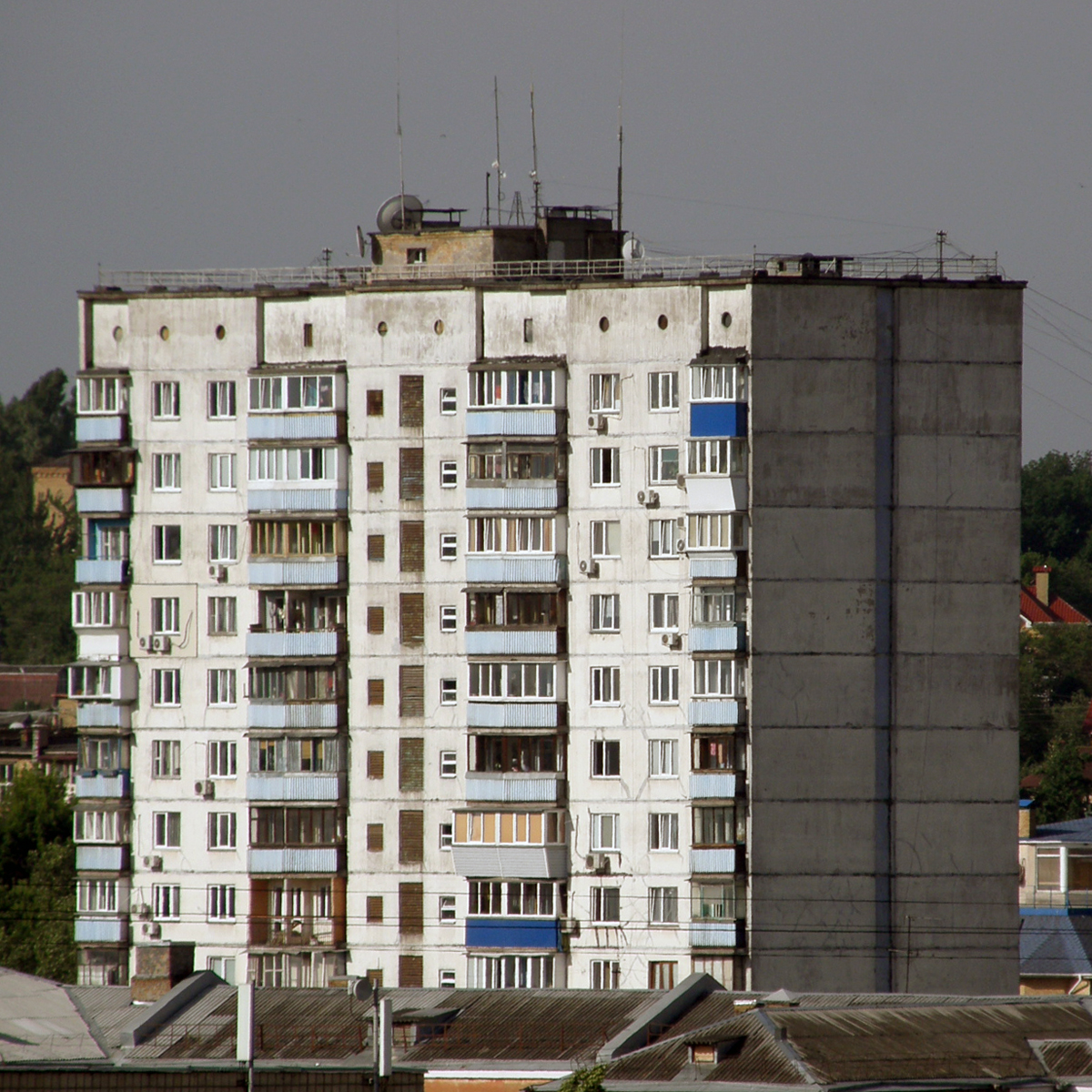
Саперна слобідка, просп. Науки, 27 – 1977
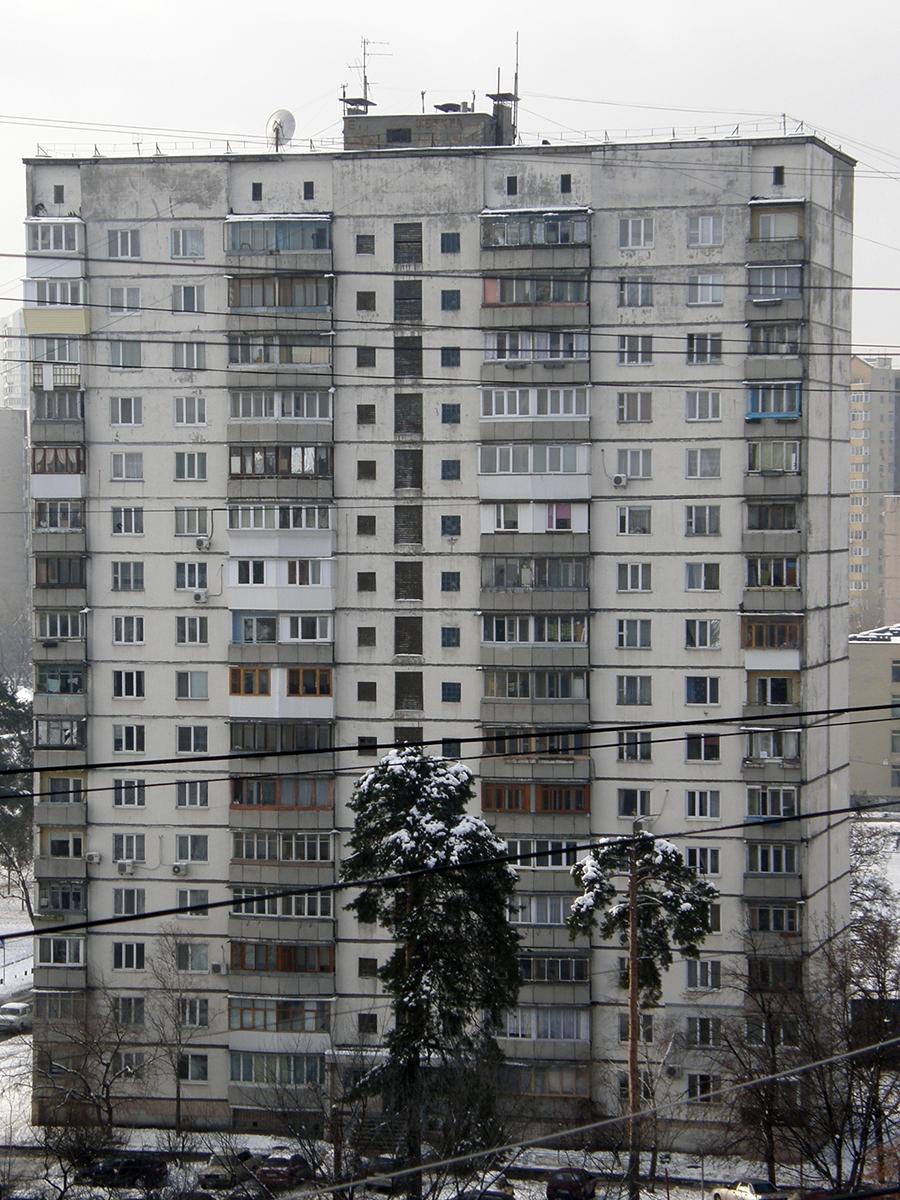
Нова Дарниця, вул. Санаторна, 27, 1978 р.
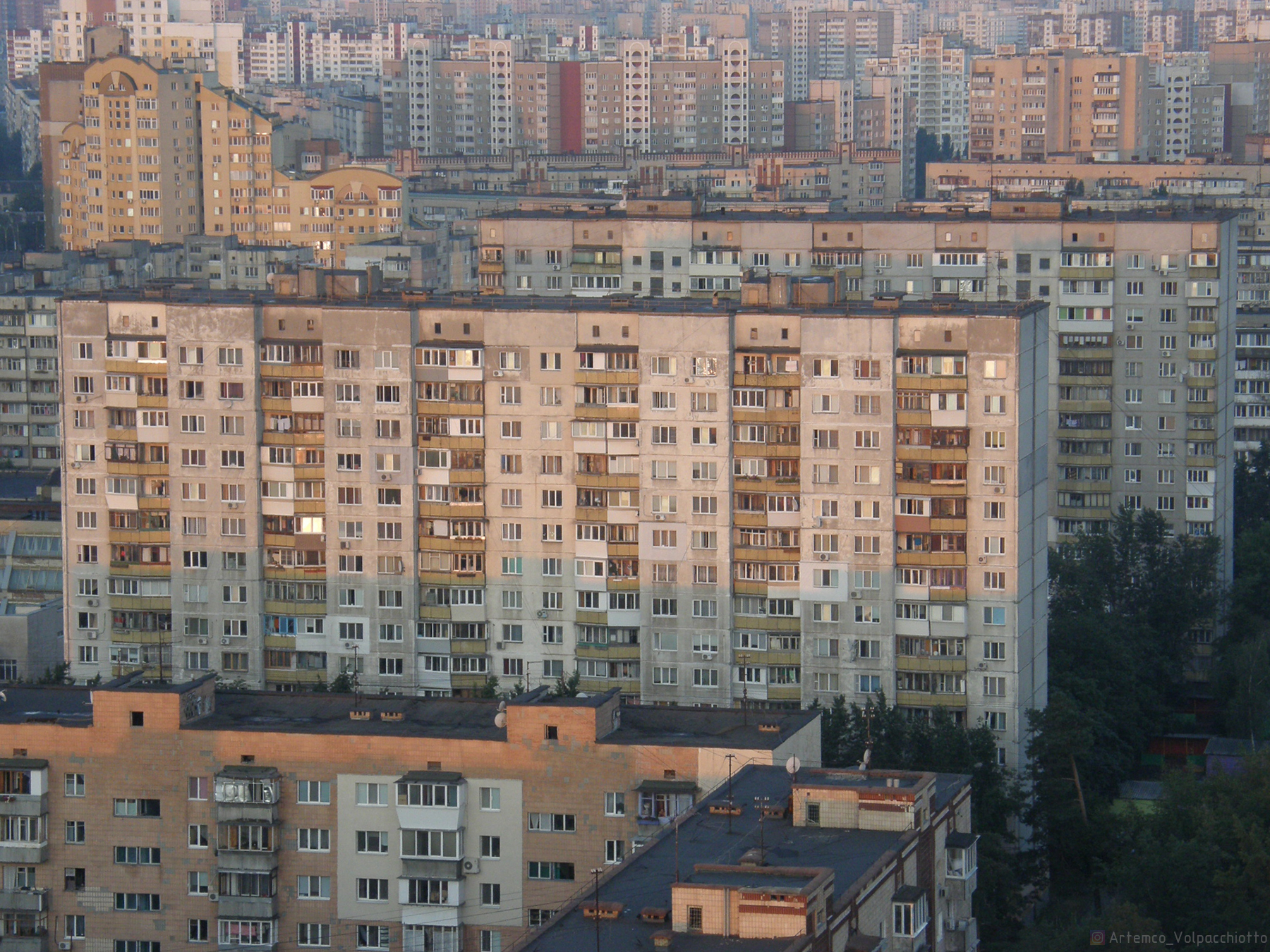
Нова Дарниця, вул. Санаторна, 18, за ним вул. Севастопольська, 19
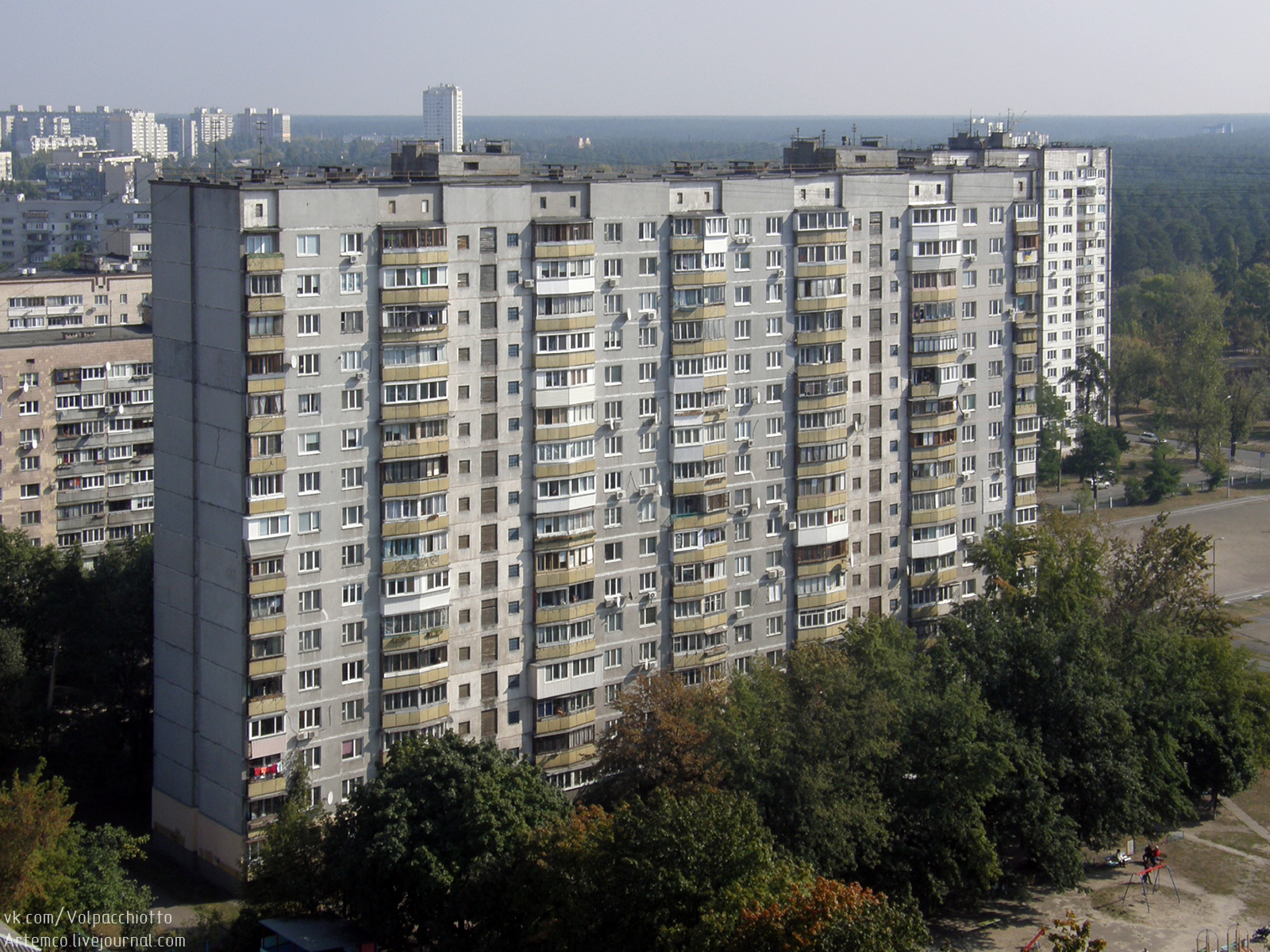
Нова Дарниця, вул. Санаторна, 18
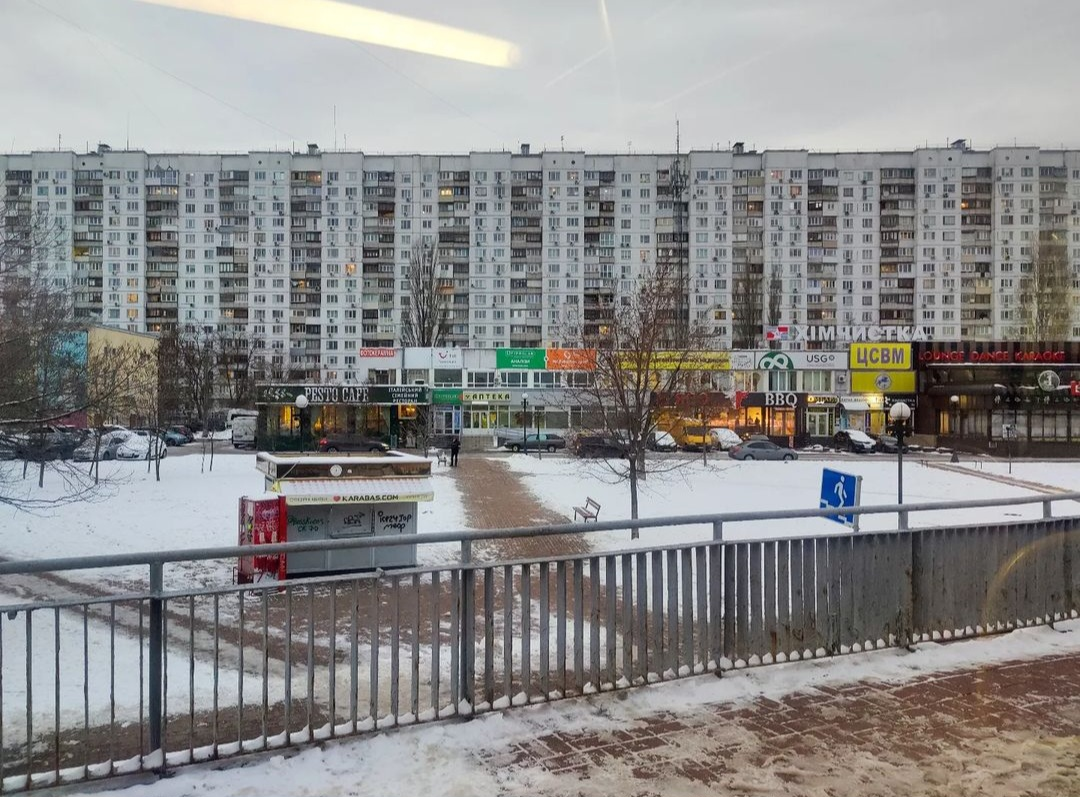
Оболонь, просп. Івасюка, 27А, 1979 р. — найбільший будинок серії
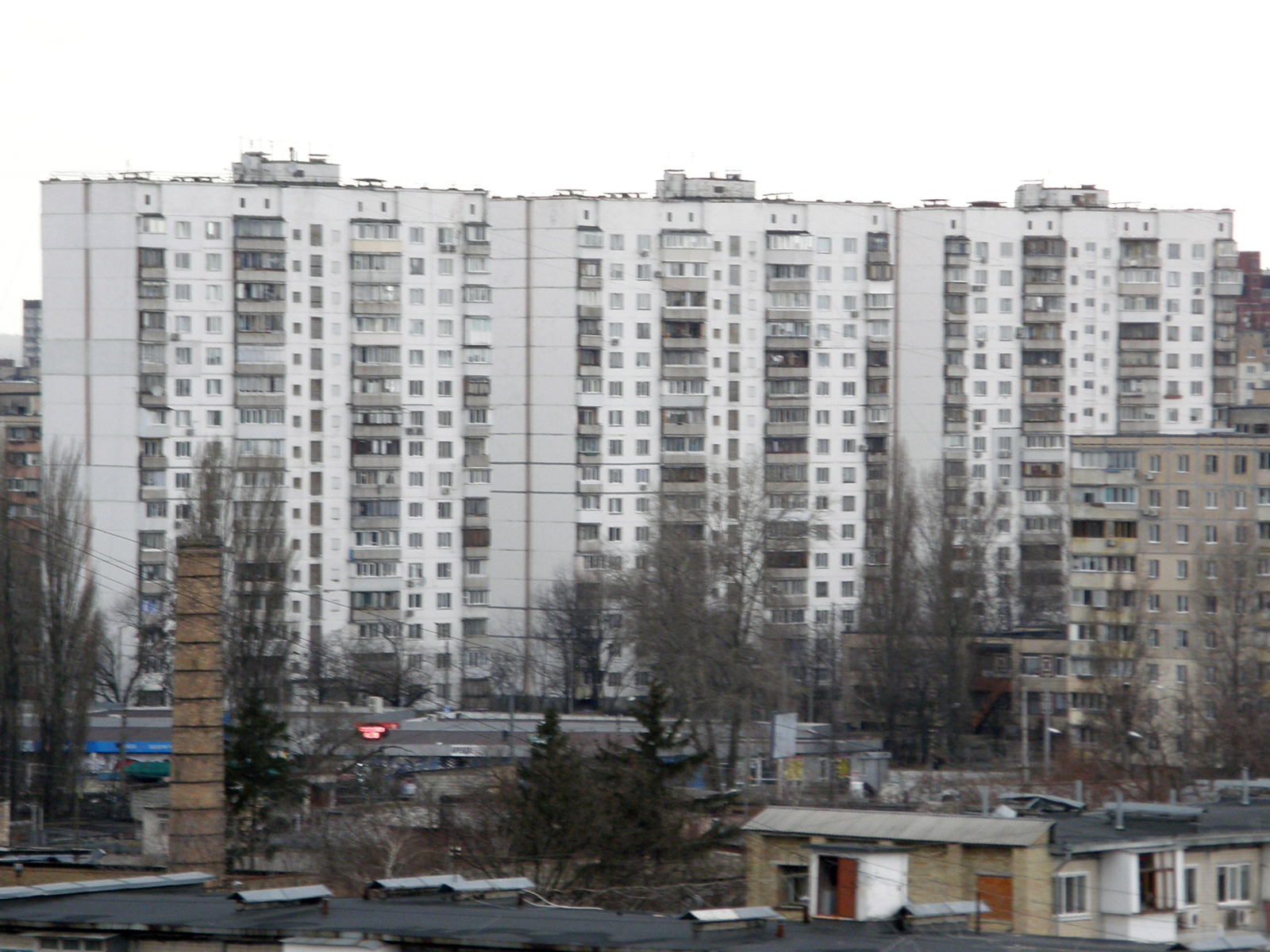
Кибальчич, вул. Кибальчича, 15, 15а і просп. Шухевича, 28а; 1980 р.
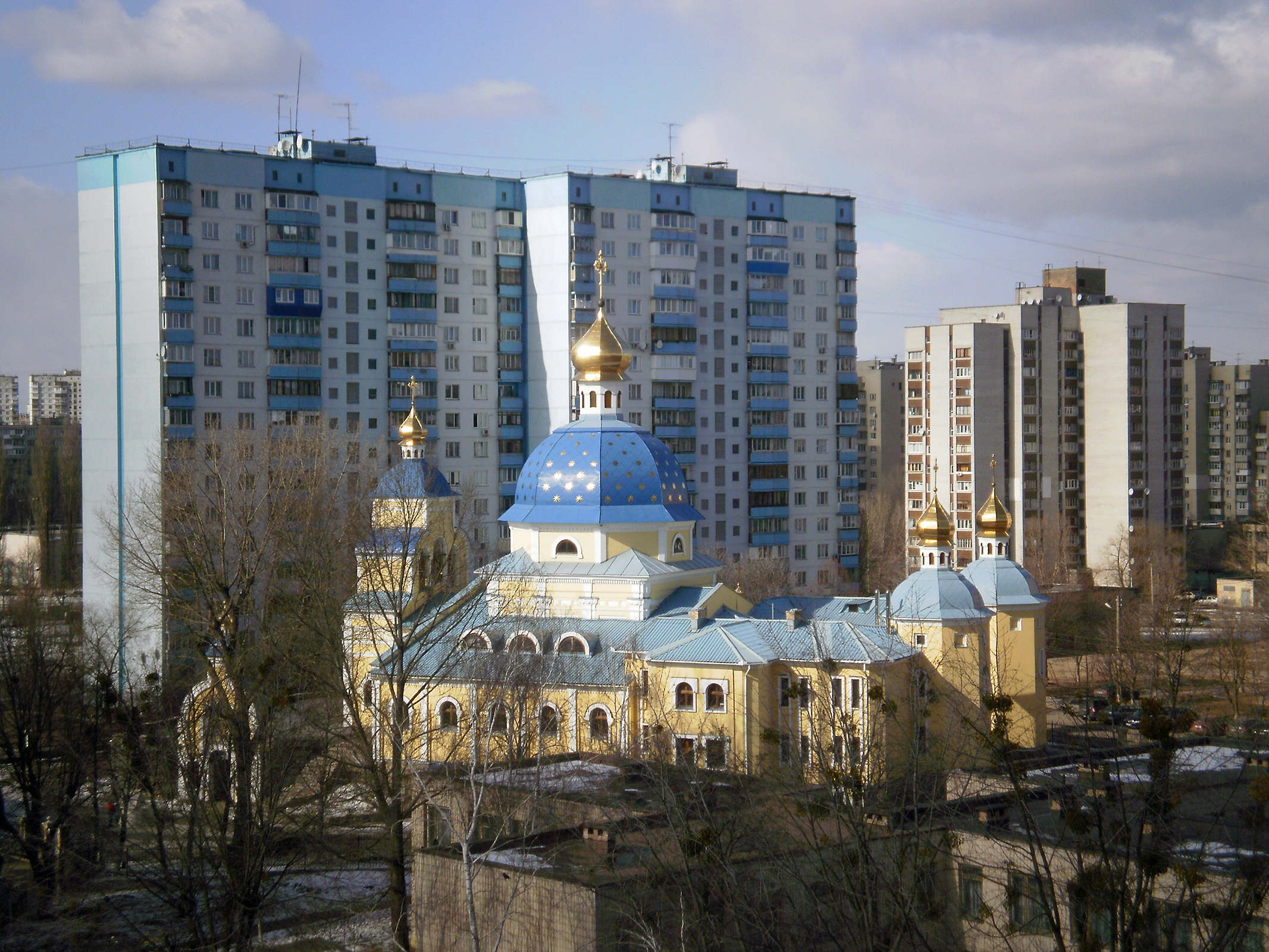
Борщагівка, вул. Симиренка, 12в і 12б, 1984